# Ochthera cressoni
Ochthera cressoni är en tvåvingeart som beskrevs av Giordani Soika 1956. Ochthera cressoni ingår i släktet Ochthera och familjen vattenflugor.
Artens utbredningsområde är Kongo. Inga underarter finns listade i Catalogue of Life.